# Milo Dor
Milo Dor (született Milutin Doroslovac) (Budapest, 1923. március 17. vagy 1923. március 7. – Bécs, 2005. december 5.) szerb származású osztrák író és műfordító. Regényeket, novellákat, forgatókönyveket és tárcákat írt, de szerbhorvátról németre való fordításai is jelentősek. Magát bécsinek, osztráknak és európainak vallotta.

## Pályafutása
Budapesten született egy szerb orvos fiaként, de zsidó felmenői is voltak. Nagybecskereken, a Bánság különböző falvaiban és 1933-tól Belgrádban nőtt fel. 1940-ben diákújságokban megjelent írásai miatt, politikai tevékenységért kizárták az iskolalátogatásból, de 1941-ben le tudott érettségizni.
1942-ben kommunista ellenállóként letartóztatták, és 1943-ban kényszermunkára Bécsbe hurcolták. A második világháború végétől, 1945-től az osztrák fővárosban és később részben a horvátországi Rovinjban élt. 1949-ig a Bécsi Egyetemen színművészetet és romanisztikát tanult, és ezzel párhuzamosan újságíróként dolgozott német nyelven. A Plan irodalmi újság munkatársa és a Gruppe 47 csoport tagja volt.
1971-ben Hilde Spiellel megalapította az IG Autorinnen Autoren szakszervezetet, melynek elnöke lett. Műveivel sokat tett a nyelvi határok leküzdéséért, Ausztria és a Balkán országai közötti hidak építéséért. 2005-ben társkiadója volt az 1945 utáni osztrák irodalom vitatott antológiájának, a Landvermessungnak.
Halálát szívinfarktus okozta, egy bécsi kórházban hunyt el.

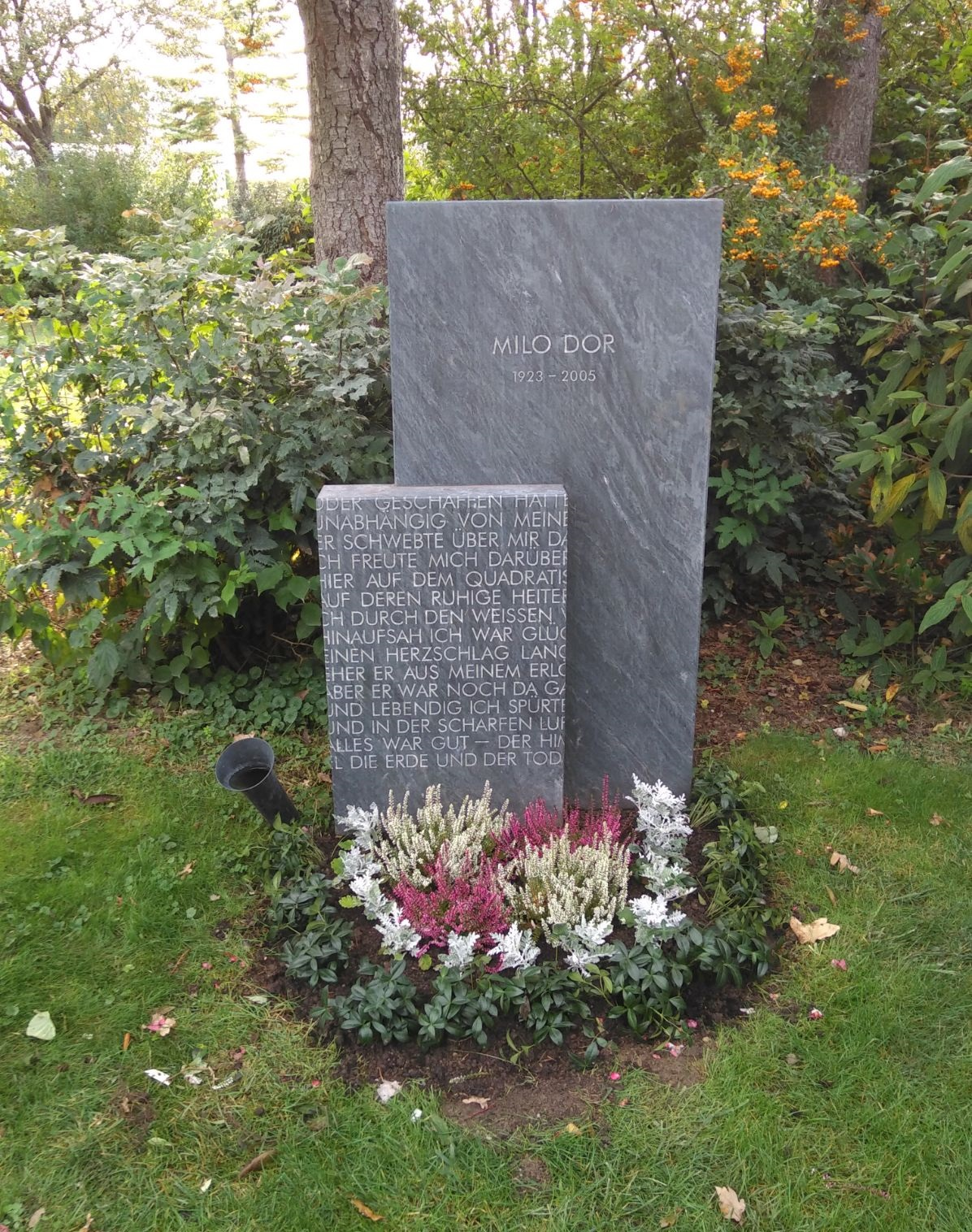
Milo Dor díszsírhelye a Wiener Zentralfriedhofban

## Művei
Legismertebb műve a Raikow rege című trilógia, mely egy erősen önéletrajzi ihletésű mű: egy fiatal szerb kommunista tapasztalatait írja le a fasizmus alatt. Műveinek másik súlypontja Ausztria nemzetiszocialista múltjával való szembenézés hiánya.
- Auf dem falschen Dampfer. Fragmente einer Autobiographie. Paul Zsolnay Verlag, 1988
- Die Schüsse von Sarajevo, 1988
- Das schwarze Licht. Serbische Erzähler der Gegenwart. Deuticke Verlag, 1990
- Der Mann, der fliegen konnte. Eine Erzählung für Erwachsene und Kinder, 1990
- Leb wohl, Jugoslawien, 1993
- Nichts als Erinnerung, 1993
- Die Raikow-Saga (Tote auf Urlaub, Nichts als Erinnerung, Die weiße Stadt), 1995
- Mitteleuropa. Mythos oder Wirklichkeit, 1996
- Wien, Juli 1999. Eine Geschichte. Paul Zsolnay Verlag, 1997
- Die Leiche im Keller. Dokumente des Widerstandes gegen Dr. Kurt Waldheim, 1998
- Grenzüberschreitungen. Positionen eines kämpferischen Humanisten, 2003[12][9]

Számos jugoszláv írót fordított szerbhorvátról németre.

## Díjak, elismerések
- Az Osztrák Kultúráért Külföldön Állami Díj (1989)
- Kreisky-díj (2001)
- Osztrák Köztársaság Nagy Ezüst Érdemjele(wd) (2003)
- Osztrák Könyvkereskedők Tiszteletdíja
- az osztrák PEN-Club tiszteletbeli tagja[11][12]